# Dijim-Bwilim jezik
Dijim-Bwilim jezik (ISO 639-3: cfa), nigersko-kongoanski jezik uže skupine adamawa, kojim govori oko 25 000 ljudi (1998) u nigerijskim državama Bauchi i Gongola.
Zajedno s jezikom Tso [ldp] čini podslupinu cham-mona [chmo], šira skupina waya. Imna dva dijalekta po kojima nosi ime: dijim (cham, cam) [cfa-dij], i bwilim (mwano, mwona, mwomo, mona, mwana, fitilai) [cfa-bwi].

## Vanjske poveznice
- [ Ethnologue (14th)]
- [ Ethnologue (15th)]
- The Dijim-Bwilim Language